# Epoch of Unlight
Epoch of Unlight — американская блэк-дэт-метал-группа, основанная гитаристом/вокалистом Jason Smith, вторым гитаристом Randy Robertson, басистом Pierce Totty и барабанщиком Tino Losicco в 1990 году. Под названием группы Enraptured была сделана демозапись Enraptured (1993), затем под названием группы Requiem появилась очередная демозапись As the Image Slowly Fades... (1993). После смены названия на Epoch of Unlight был издан мини-альбом Within the Night... (1996). На следующий год появилась демозапись Black & Crimson Glory (1997), обратившая внимание лейбла The End Records, на котором, в итоге, был издан дебютный альбом What Will Be Has Been (1998). В поддержку альбома группа выступала на разогреве у Dimmu Borgir и Samael. В 2001 году был издан второй альбом Caught in the Unlight!, спродюсированный андеграундным метал-ветераном Keith Falgout (Crowbar, Soilent Green, Crisis).

## Состав

### Текущий состав
- Joe Totty - бас
- Tino LoSicco - ударные
- John Fortier - гитара
- Jason Smith - вокал,гитара

## Дискография
- Beyond the Pale - Demo, 1994
- Within the Night ... - EP, 1995
- Promo '96 - Demo, 1996
- Black & Crimson Glory - Demo, 1997	[2]
- What Will Be Has Been - Full-length, 1998[3]
- Caught in the Unlight! - Full-length, 2001	[4][5]
- Goatwhore / Epoch of Unlight - Split 7", 2003
- The Continuum Hypothesis - Full-length, 2005[6][7]